# Ishmael Kalsakau
Alatoi Ishmael Kalsakau est un avocat et homme politique vanuatais, Premier ministre de Vanuatu de novembre 2022 à septembre 2023.

## Biographie

### Premières années en politique
Il est le fils de George Kalsakau, premier Premier ministre du pays de 1977 à 1978, durant la période d'autonomie menant à l'indépendance de ce condominium colonial franco-britannique.
Il est nommé procureur général de la République le 10 mai 2014. Il se présente sans succès comme candidat sans étiquette à une élection législative partielle à Port-Vila en octobre 2015. Peu après, quatorze députés de la majorité du premier ministre Sato Kilman sont reconnus coupables de corruption et condamnés à des peines de prison ferme. Le président de la République, Baldwin Lonsdale, dissout le Parlement en novembre, en vue d'élections anticipées. Ishmael Kalsakau est l'avocat du président lorsque des députés contestent cette dissolution devant les tribunaux. Il se porte candidat, sous l'étiquette de l'Union des partis modérés, aux élections qui résultent de la dissolution. Il est élu député de la capitale, Port-Vila, entrant ainsi pour la première fois au Parlement. Ses frères Ephraim Kalsakau et Joshua Kalsakau sont également élus, respectivement sans étiquette et pour le Parti travailliste.

### Chef de l'opposition puis vice-Premier ministre
Lors du vote à la nouvelle assemblée pour l'élection d'un premier ministre, le 11 février, Ishmael Kalsakau devient chef de l'opposition parlementaire au gouvernement du premier ministre Charlot Salwai,. Début 2020, en amont des élections législatives, il accuse le gouvernement de compromettre la souveraineté du Vanuatu en s'endettant auprès de la Chine pour financer des projets d'infrastructures menées par des entreprises chinoises.
À la suite des élections législatives de 2020, en tant que chef de l'opposition sortante, il négocie une coalition entre son Union des partis modérés (5 sièges), le Vanua'aku Pati (7 sièges), la Confédération verte (dont Willie Pakoa est désormais le seul député) et divers députés indépendants, c'est-à-dire seuls représentants respectifs de leurs micro-partis. Il présente ensuite Bob Loughman -chef du Vanua'aku Pati- comme le candidat de son camp. Le Parlement élit celui-ci à la direction du gouvernement avec 31 voix contre 21. Ishmael Kalsakau obtient les postes de vice-Premier ministre et de ministre dans l'Intérieur dans le gouvernement Loughman.
En septembre 2022, il est élu président de l'Union des partis modérés par le congrès du parti, remplaçant Serge Vohor qui dirigeait le parti depuis 1988. 

### Premier ministre
À l'issue des élections législatives d'octobre 2022, il négocie une coalition parlementaire majoritaire formée de huit partis, et est élu Premier ministre de Vanuatu par les députés le 4 novembre.
En mai 2023, il accroît le salaire minimum horaire au Vanuatu de 36 %, le faisant passer à 300 vatu (2,32 €).
En matière de politique étrangère, il cherche à resserrer les relations du Vanuatu avec les puissances occidentales amies. Il accueille une visite du président français Emmanuel Macron en juillet 2023 et lui demande que l'Agence française de développement ait une présence au Vanuatu. Il encourage les États-Unis à ouvrir une ambassade à Port-Vila et, surtout, signe en décembre 2022 un accord de coopération avec l'Australie en matière de sécurité intérieure et de défense.
Le 15 août 2023, l'opposition parlementaire, qui reproche à Ishmael Kalsakau à la fois d'avoir accru le salaire minimum et d'avoir potentiellement compromis les relations économiques du Vanuatu avec la Chine en signant l'accord avec l'Australie, vote une motion de défiance à son encontre au Parlement, adoptée par vingt-six voix contre vingt-trois. Après une période d'incertitude juridique, la Cour suprême confirme le 4 septembre que vingt-six voix suffisent pour renverser le gouvernement, et le mandat d'Ishmael Kalsakau comme Premier ministre prend fin. Les députés élisent Sato Kilman, qui souhaite resserrer les relations du pays avec la Chine, à sa succession,,.

### Chef de l'opposition à nouveau
Durant le court mandat de Sato Kilman comme Premier ministre, de septembre à octobre 2023, Charlot Salwai est le chef de l'opposition. Ce dernier devient ensuite à son tour Premier ministre, et Bob Loughman devient chef de l'opposition. Ishmael Kalsakau redevient chef de l'opposition parlementaire en janvier 2024, avec Julia Gloria King pour adjointe, et conserve cette fonction après les élections législatives de janvier 2025.
En mars 2025, le nouveau Premier ministre Jotham Napat annonce vouloir amender l'article 17 de la Constitution pour priver du droit d'éligibilité aux élections nationales et provinciales les citoyens non-autochtones, à l'exception de ceux qui sont citoyens d'au moins troisième génération. Ishmael Kalsakau qualifie cette proposition de raciste.